# キン肉マンGo Fight!
「キン肉マン Go Fight!」（キンにくマン ゴー・ファイト）は、串田アキラのシングル。1983年4月5日に日本コロムビアから発売された。型番はCK-680。

## 解説
表題曲「キン肉マン Go Fight!」は、日本テレビ系テレビアニメ『キン肉マン』の第1期（第1話 - 第65話）オープニングテーマとして使用された。カップリングには、同じく串田アキラが歌う同作第1期（第1話 - 第65話）エンディングテーマ「肉・2×9・ROCK'N ROLL」（にく・ニク・ロックン・ロール）が収録されている。
2025年3月より日清食品『カップヌードル PRO  高たんぱく&低糖質さらに塩分控えめ』のテレビCMの使用曲として当曲のインストゥルメンタルバージョンが使用されている。

### 収録曲
（全作詞：森雪之丞、全作曲：芹澤廣明、全編曲：川上了、歌：串田アキラ）
1. キン肉マン Go Fight!
  - 日本テレビ系テレビアニメ『キン肉マン』第1期（第1話 - 第65話）オープニングテーマ。
2. 肉・2×9・ROCK'N ROLL
  - セリフ： キン肉マン（神谷明）、与作（水鳥鉄夫）
  - 日本テレビ系テレビアニメ『キン肉マン』第1期（第1話 - 第65話）エンディングテーマ。

## カバー
- 樋浦一帆 - スターチャイルド（キングレコード）によるカバー。『決定盤! テレビ・アニメ主題歌集』（K20G-7160、1983年発売）などに収録。編曲：田中公平。
- 藤井健 - Victor（ビクター音楽産業、現・ビクターエンタテインメント）によるカバー。『人気アニメ主題歌集 らんぽう アタッカーYOU!』（JBX-2041、1984年8月5日発売）などに収録。編曲：槌田靖識。
- MoJo - ポニーキャニオンレコード（ポニーキャニオン）によるカバー。『こどもテレビのうた ポンキッキ？たいそう～LOVEサバイバー』（20P-2382、1985年11月21日発売）などに収録。編曲：佐香裕之。
- 神谷明 - キングレコードによるカバー。『キッズソング★ヒットパラダイス! まんまるスマイル・ヤッターマンの歌』（KICG-244、2008年9月26日発売）に収録。昭和アニメ版のキン肉スグル役。
- 浪川大輔 -  アニプレックス（ソニー・ミュージックエンタテインメント）によるカバー。『百歌声爛 -男性声優編- III』（SVWC-7609、2009年3月18日発売）に収録。
- 宮野真守 - 令和アニメ版のキン肉スグル役。詳しくはこちら。

### キン肉マン（宮野真守）によるカバー
CBC・TBS系テレビアニメ『キン肉マン 完璧超人始祖編 Season1』の第0話エンディングテーマ、および第9話挿入歌として使用された。作品内でキン肉マンの声を担当する宮野真守が「キン肉マン」名義で歌唱し、配信限定シングルとして2024年7月15日にポニーキャニオンから発売された。

#### 収録曲
（編曲：APAZZI、歌：キン肉マン〈宮野真守〉）
1. キン肉マン Go Fight!